# Regelfahrzeug
Regelfahrzeug ist ein Begriff aus dem Eisenbahnwesen. Bei den deutschen Eisenbahnen unterscheidet man die Regelfahrzeuge von den Nebenfahrzeugen. Die »Regelfahrzeuge« tragen diese Bezeichnung, weil sie den Bauvorschriften – den Regeln – der Eisenbahn-Bau- und Betriebsordnung entsprechen. Sie teilt die Regelfahrzeuge wie folgt ein:
- Triebfahrzeuge
  - Lokomotiven
  - Triebwagen
  - Kleinlokomotiven
- Wagen
  - Reisezugwagen
    - Personenwagen
    - Reisezuggepäckwagen
    - Autoreisezugwagen
    - Postwagen

  - Güterwagen
    - Güterzuggepäckwagen

Ein wesentliches Merkmal der Regelfahrzeuge ist, dass sie in Züge eingestellt werden oder, wenn sie einen Antrieb besitzen, selbst als Zug fahren dürfen, in dem alle Fahrzeuge inklusive Beladung in das Regelprofil passen, das die jeweilige Eisenbahn-Gesellschaft festgelegt hat. Außerhalb des Regelprofils müssen Signalisierung, Masten, Gebäude, Brücken, Geländer, Stromschienen usw. stehen.